# Rafsbotns kapell
Rafsbotns kapell är ett kapell från 1989 i Alta kommun, Finnmark fylke, Norge. 
Byggnaden är i trä och har plats för 120 besökare.